# Lycopodium obscurum
Lycopodium obscurum är en lummerväxtart som beskrevs av Carl von Linné. Lycopodium obscurum ingår i släktet lumrar, och familjen lummerväxter. Inga underarter finns listade i Catalogue of Life.